# Ehretia dicksonii
Espèce
Classification phylogénétique
Ehretia dicksonii est une espèce de plantes à fleurs de la famille des Boraginaceae. C'est un arbre à feuilles caduques d’Asie de l’Est, tropicale et subtropicale. Il est trouvé en Chine, au Japon, au Bhoutan, au Népal et au Viêt Nam.
Le nom de cette espèce est une dédicace à James Dickson (botaniste) (1738-1822), botaniste écossais.

## Description
Ehretia dicksonii est un arbre de taille moyenne (10 à 15 m de haut, parfois plus). Son écorce est gris-clair, avec de profondes crevasses verticales, très caractéristique et permettant son identification en hiver. Les feuilles sont alternes et simples, de 8 à 13 cm de long. Le veinage - central et latéral - est apparent sur les deux côtés de la feuille.
Les fleurs, blanches et parfumées, sont hermaphrodites. Elles sont paniculées et chacune a un diamètre d'environ 4 mm.
Le fruit est une drupe, jaune orangé à maturité, de 4 à 5 mm de diamètre. Comme l’ensemble du genre, il contient quatre graines. L’endocarpe du fruit est divisé en deux, chaque partie contenant deux graines.

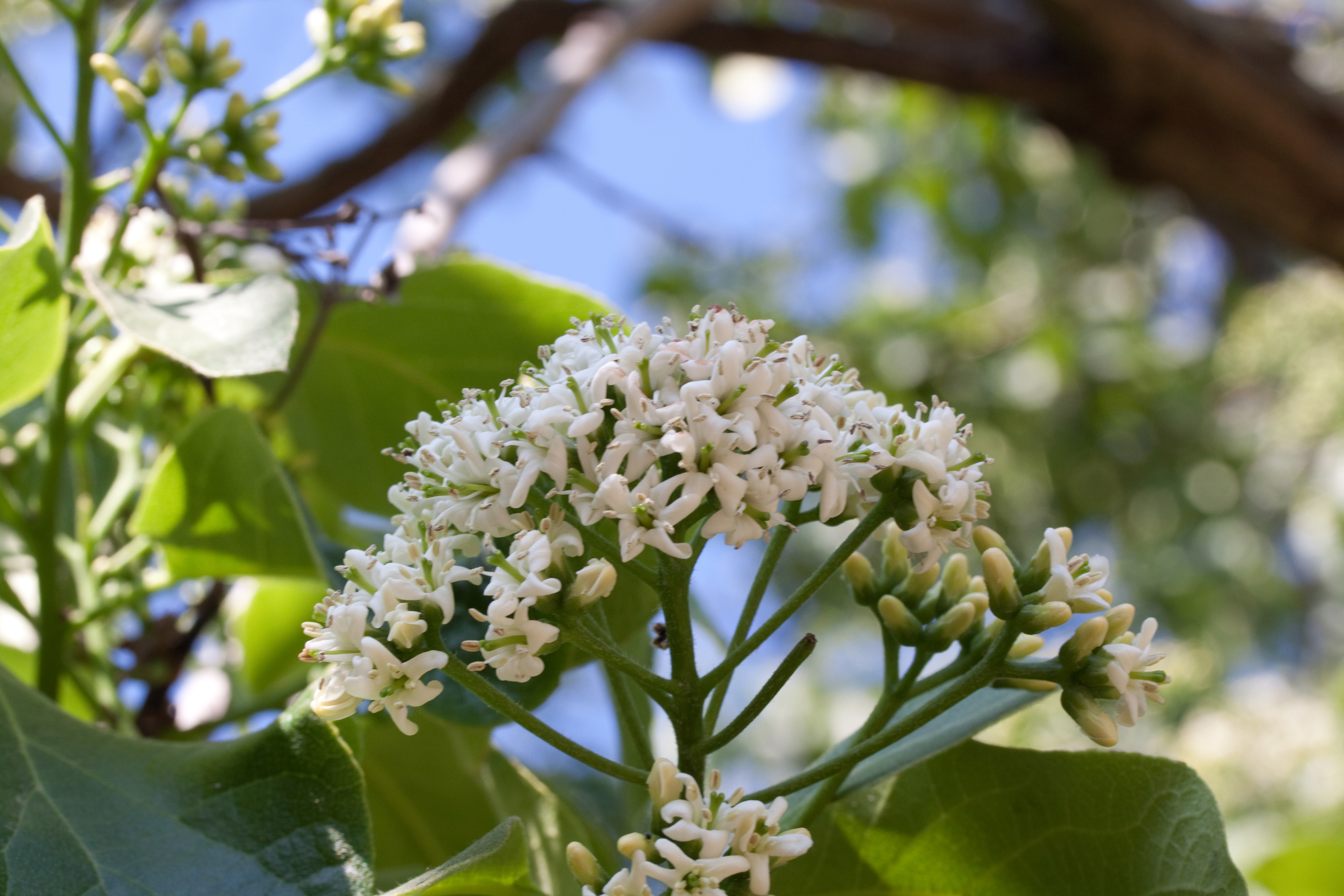
Fleurs.
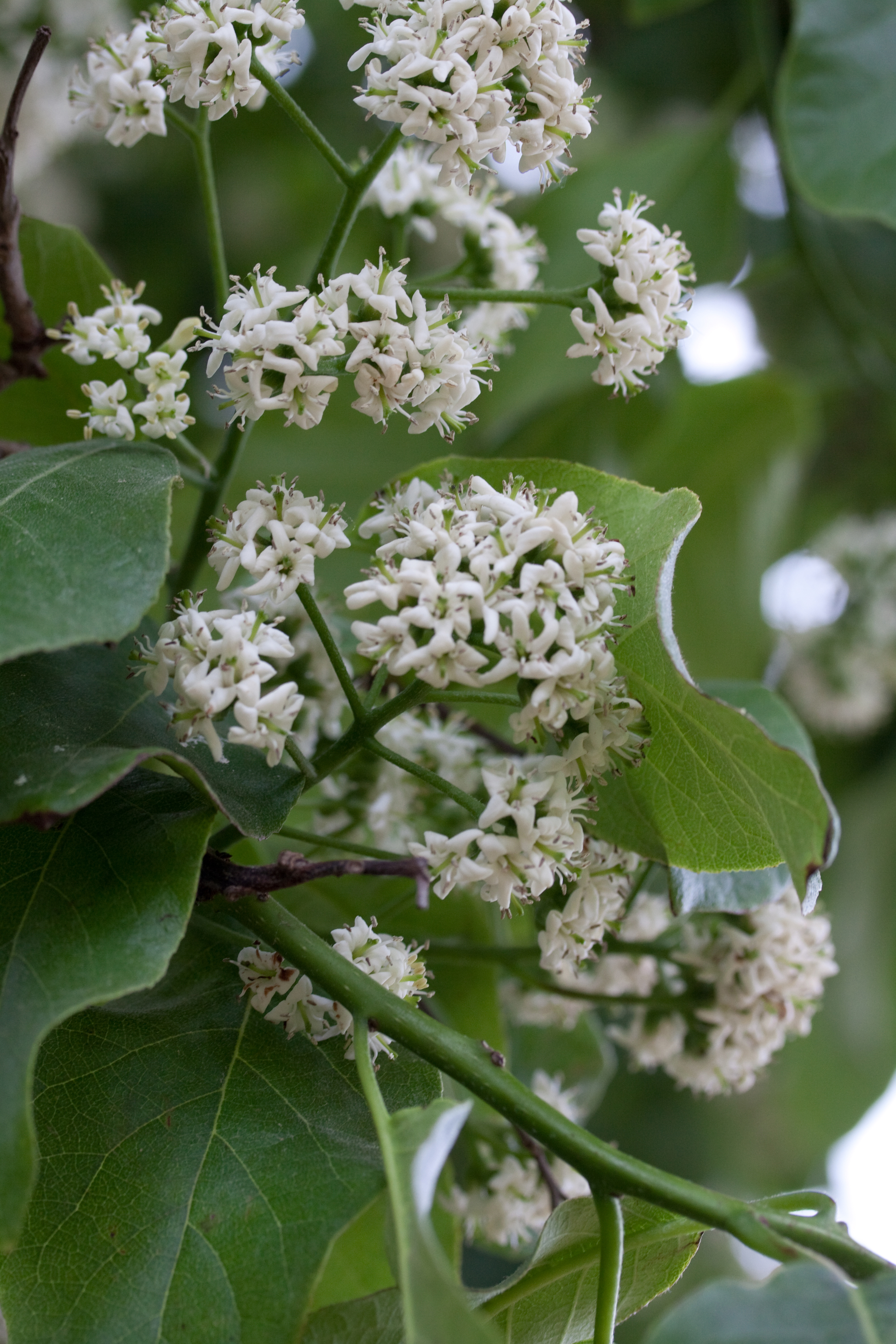
Fleurs.
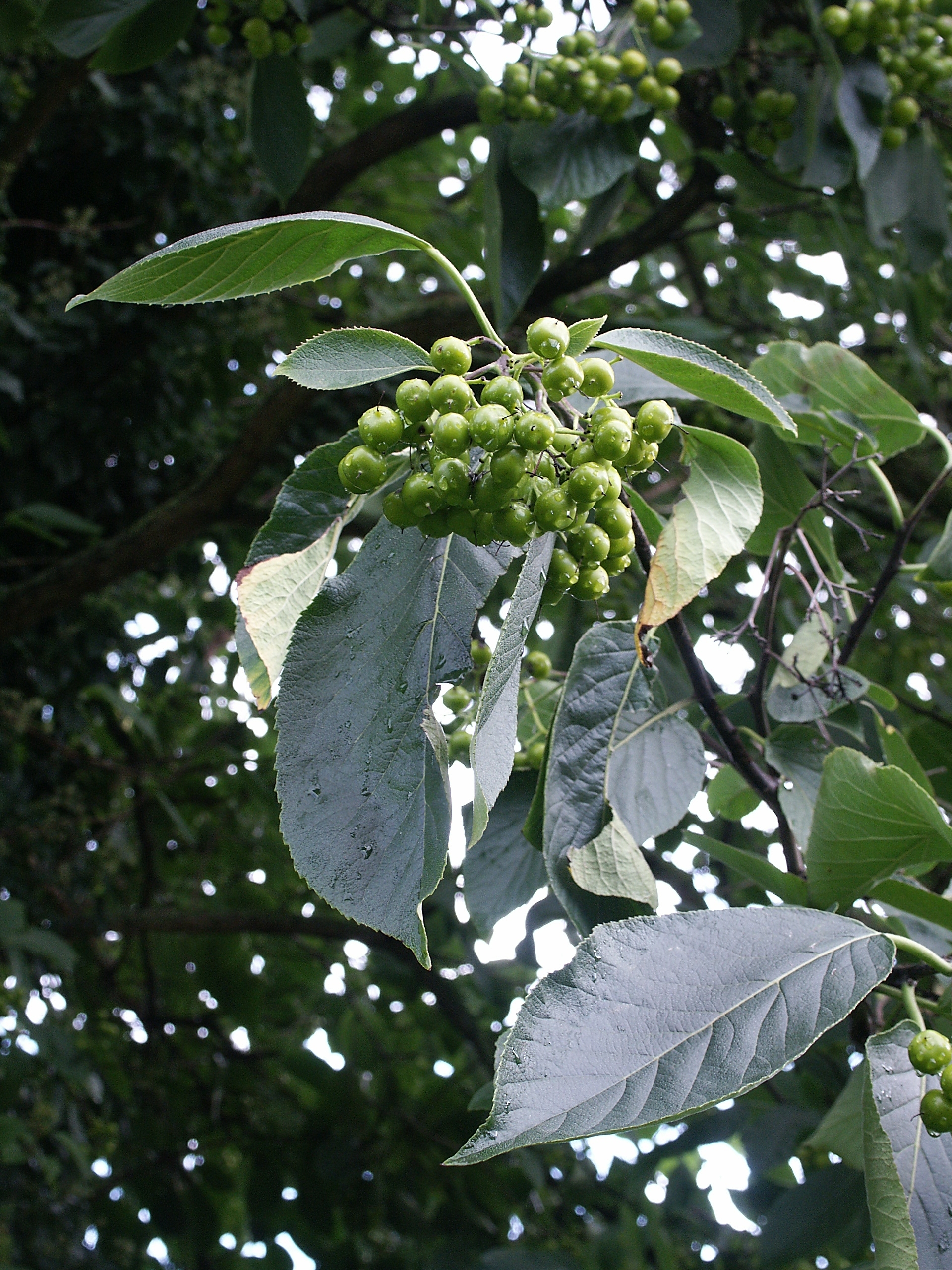
Feuillage et fruits.
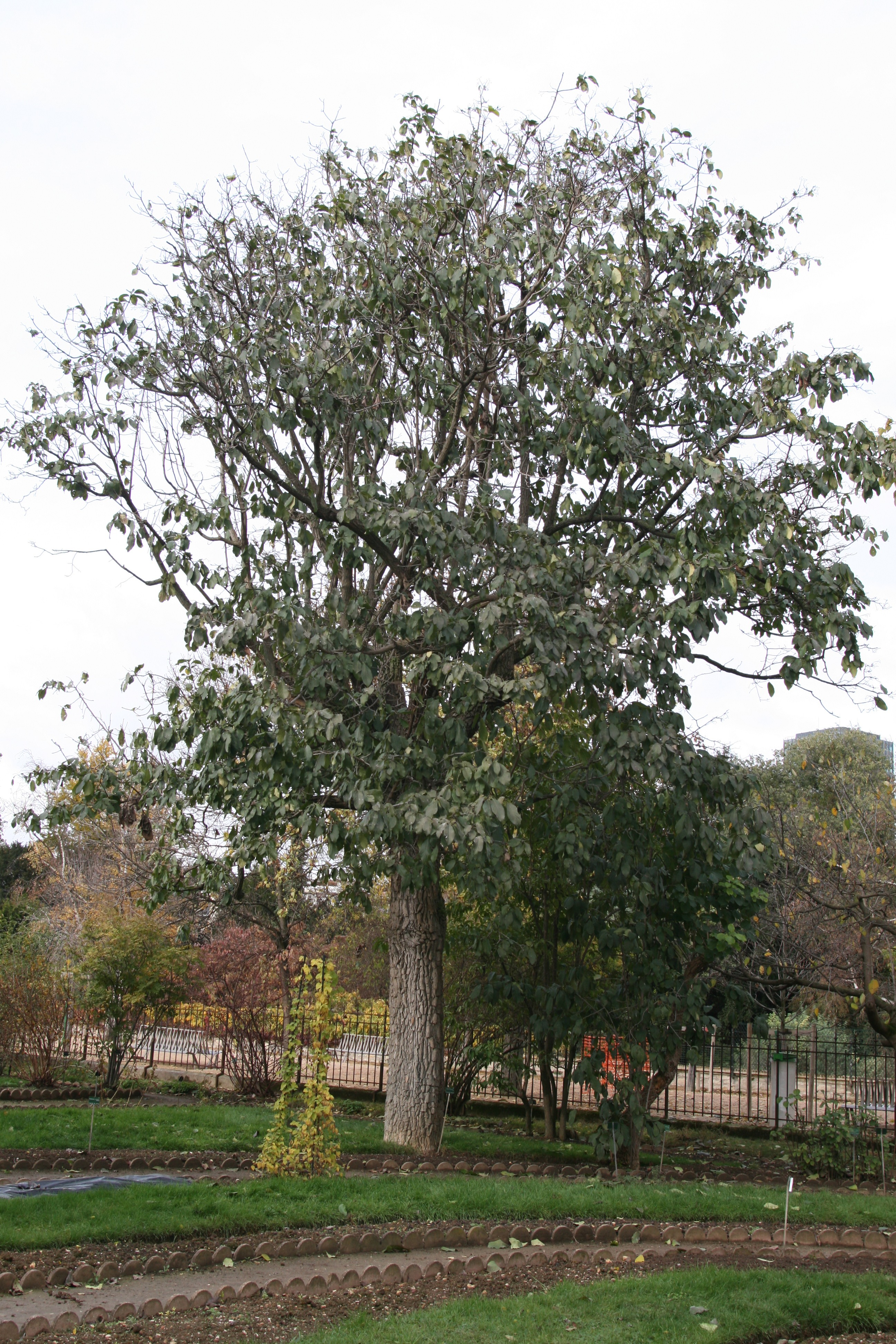
Aspect automnal.
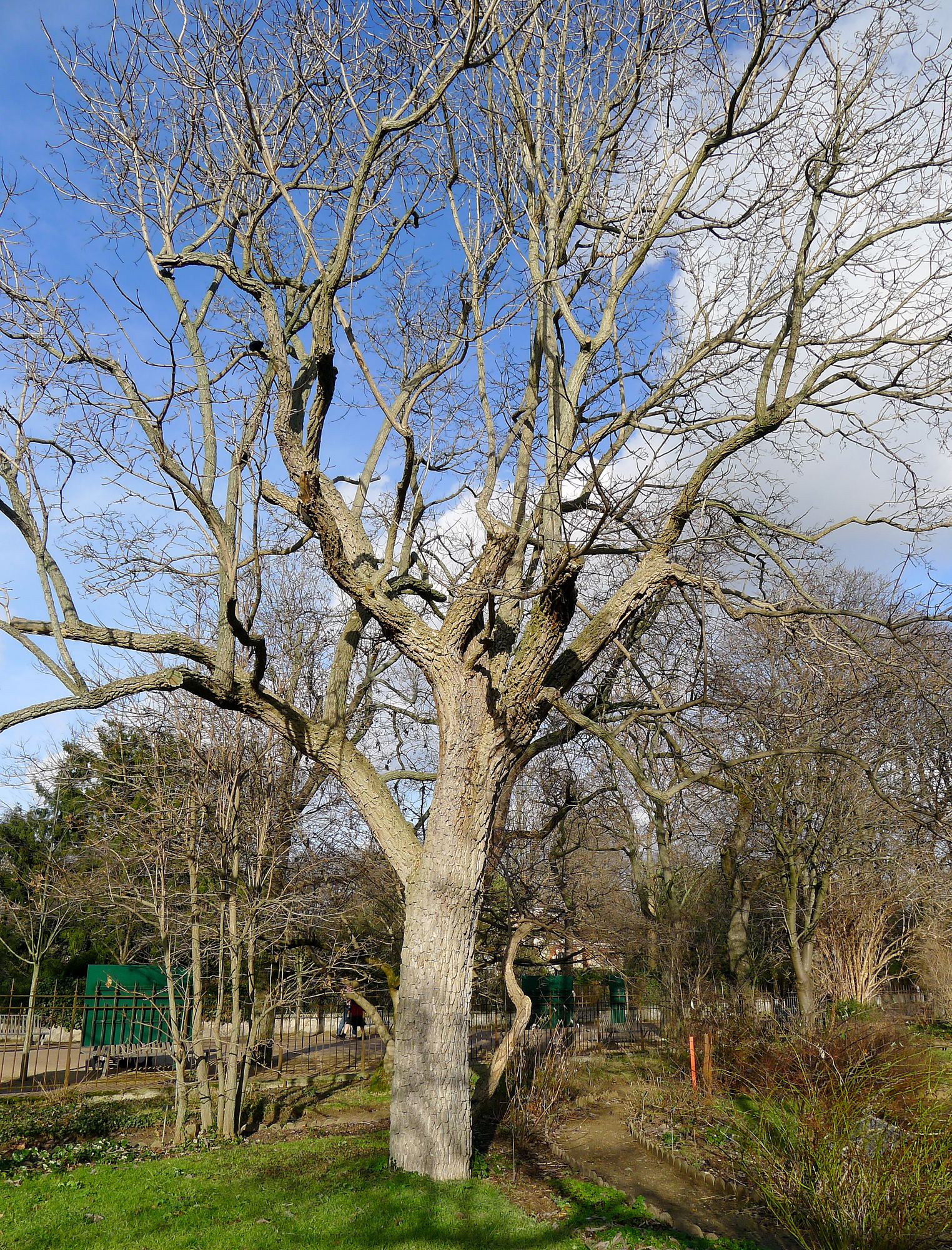
Aspect hivernal.
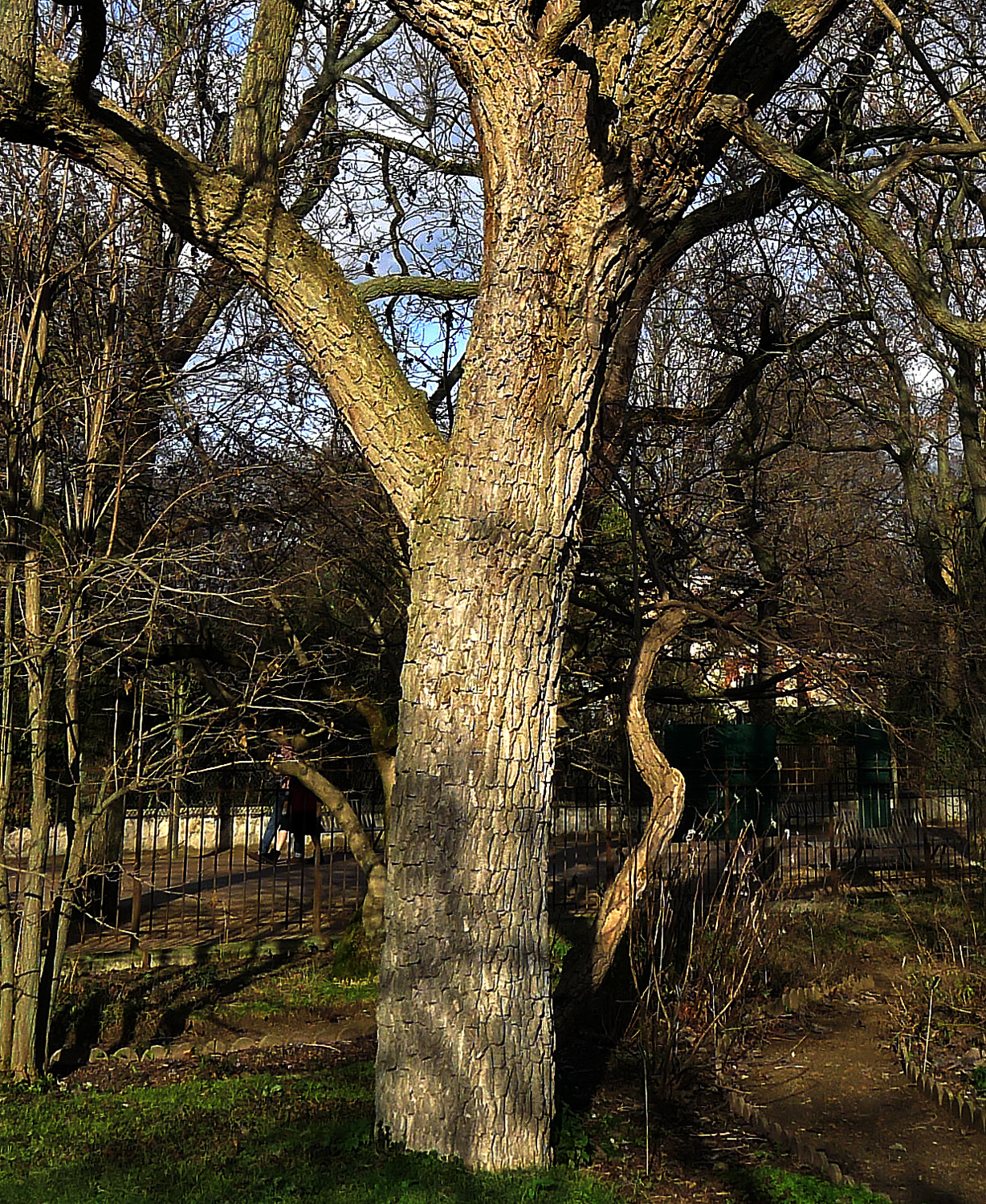
Détail du tronc.

## Variétés
Les variétés répertoriées sont les suivantes :
- - Ehretia dicksonii var. glabrescens Nakai - 1924 : voir Ehretia macrophylla var. glabrescens
  - Ehretia dicksonii var. japonica Nakai - 1924
  - Ehretia dicksonii var. liukiuensis Nakai - 1924
  - Ehretia dicksonii var. tilioides I.M. Johnst. - 1951
  - Ehretia dicksonii var. tomentosa (Gagnep. & Courchet) Nakai - 1924
  - Ehretia dicksonii var. velutina Koidz. - 1941

## Habitat et culture
Cet arbre pousse naturellement dans les terrains ensoleillés (il se développe mal sous un couvert), dans des terrains plutôt humides. Mais il est très tolérant quant à l’alcalinité ou l’acidité du sol.
Sa propagation par semis est relativement aisée.

## Utilisations et intérêts
Le fruit est comestible, consommé frais à maturité - sucré et nutritif mais insipide - ou en condiment récolté vert, sans être toutefois commercialement exploité.
Son bois, quoique d’assez faible résistance - densité : 0,51 - , peut être utilisé en ébénisterie ou en bois d’œuvre.
Il est aussi planté comme arbre d’ornement, très estimable pour sa floraison parfumée.
Cette espèce est aussi signalée comme plante mellifère dans les plaines côtières.